# Сюрсовайка
Сюрсовайка — река в России, протекает по Шарканскому и Дебёсскому районам Республики Удмуртия. Устье реки находится в 44 км по левому берегу реки Ита. Длина реки составляет 24 км.
Исток расположен на Тыловайской возвышенности в 2 км к востоку от деревни Бадьярово. От истока течёт на северо-запад, затем поворачивает на север. Русло сильно извилистое, на реке несколько плотин и запруд. Верхнее и среднее течение проходит по Шарканскому району, нижнее — по Дебёсскому. Сюрсовайка протекает деревни Бадьярово, Бисул-Кучес и несколько нежилых. Село Сюрсовай стоит в 2 км от реки, на её притоке Суронке. Притоки — Бередь, Суронка (правые).
Впадает в Иту ниже села Нижний Шудзялуд.

## Данные водного реестра
По данным государственного водного реестра России относится к Камскому бассейновому округу, водохозяйственный участок реки — Чепца от истока до устья, речной подбассейн реки Вятка. Речной бассейн реки — Кама.
Код объекта в государственном водном реестре — 10010300112111100032776.